# Guy Vernon Henry
Guy Vernon Henry (ur. 1838, zm. 1926) – amerykański polityk i wojskowy, w latach 1898–1899 gubernator Portoryko, znajdującego się wówczas pod wojskową administracją kolonialną Stanów Zjednoczonych.

## Życiorys
Urodził się w 1838 roku.
Sprawował urząd gubernatora Portoryko od 9 grudnia 1898, kiedy to zastąpił na stanowisku Johna Rullera Brooke’a, do 9 maja 1899. Jego następcą został George Whitefield Davis.
Guy Vernon Henry zmarł wkrótce później, w 1899 roku.